# Anthony Trollope
Anthony Trollope (Londra, 24 aprile 1815 – Londra, 6 dicembre 1882) è stato uno scrittore inglese, uno dei più celebri e prolifici dell'età vittoriana.

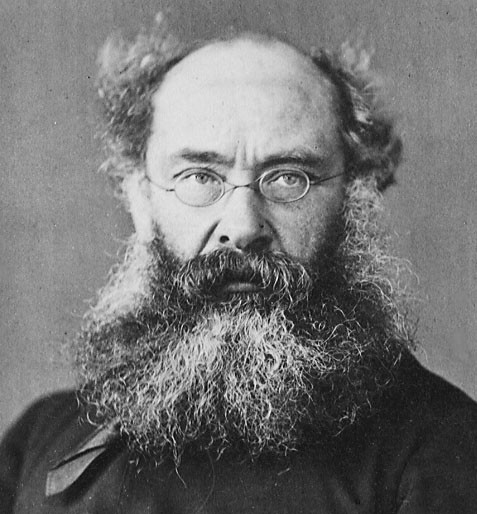
Foto di Anthony Trollope

Alcuni dei suoi capolavori, noti come Chronicles of Barsetshire in quanto ambientati nell'immaginaria contea di Barset, affrontarono diverse tematiche politiche e sociali dell'epoca.

## Biografia
Il padre, Thomas Anthony Trollope, era un legale mentre la madre, Frances Trollope, divenne una celebre scrittrice. A causa del suo pessimo carattere, il padre non ebbe successo nella carriera forense, causando anzi gravi problemi economici alla famiglia. Tuttavia, poiché proveniva da un retroterra familiare legato alla piccola proprietà terriera, desiderava educare i figli come dei gentlemen e farli studiare ad Oxford o Cambridge.
Nato a Londra, Anthony studiò per un triennio alla Harrow School fin dall'età di sette anni per poi seguire due suoi fratelli maggiori al Winchester College, dove rimase un altro triennio. In questi due istituti privati, che erano annoverati come luoghi di élite, ebbe delle esperienze molto negative: non avendo denaro né amici, soffrì lunghi periodi di angherie e umiliazioni che lo segnarono profondamente.
Nel 1827 Frances Trollope emigrò in America per partecipare prima alla comunità utopica di Nashoba, fondata dalla femminista scozzese Frances Wright, e per aprire poi con le sue tre sorelle minori un bazar a Cincinnati che però si rivelò un fallimento. Thomas seguì sua moglie per un breve periodo di tempo e poi fece ritorno ad Harrow, mentre nel frattempo Anthony era sempre rimasto in Inghilterra. Nel 1831 la madre fece ritorno a casa e divenne poco dopo una celebre scrittrice, permettendo così alla famiglia di riscattarsi economicamente. Gli affari del padre, tuttavia, andarono di male in peggio e nel 1834 Thomas dovette fuggire in Belgio per evitare l'arresto per bancarotta fraudolenta.
L'intera famiglia si trasferì allora a Bruges, dove si mantenne con i guadagni di Frances fino alla morte di Thomas nel 1835. Mentre viveva in Belgio, Anthony lavorò come assistente insegnante e imparò il francese e il tedesco, ma fece ritorno in patria dopo aver trovato lavoro nelle poste britanniche.

### Il soggiorno in Irlanda
Trollope continuò a vivere in maniera precaria, alloggiando in appartamenti in affitto in totale emarginazione. Più tardi si riferì a questo periodo definendolo il suo periodo di goffaggine. Fece qualche piccolo progresso nella carriera fino a quando le poste britanniche non lo inviarono in Irlanda nel 1841. Qui si unì in matrimonio con una ragazza inglese di nome Rose Heseltine nel 1844. I due vissero in Irlanda fino al 1859 quando fecero ritorno in Inghilterra. A dispetto della terribile carestia che colpì l'Irlanda durante il suo soggiorno, Trollope ricordò così il suo periodo irlandese nella sua autobiografia:
La sua professione lo tenne in stretto contatto con la popolazione irlandese e di questa esperienza fece successivamente tesoro.
Trollope iniziò a scrivere durante i lunghi viaggi in treno richiesti dal suo ufficio in Irlanda. Programmando con estrema precisione la sua attività di scrittore, divenne uno degli autori più prolifici di tutti i tempi. Scrisse le sue prime novelle quando era ancora ispettore per le poste britanniche, attingendo dalle lettere smarrite le idee per i suoi racconti. Ovviamente i suoi primi scritti hanno come sfondo l'Irlanda, scelta molto rischiosa vista l'ostilità con cui la critica letteraria britannica, e non solo, considerava l'isola.

### Il ritorno in patria

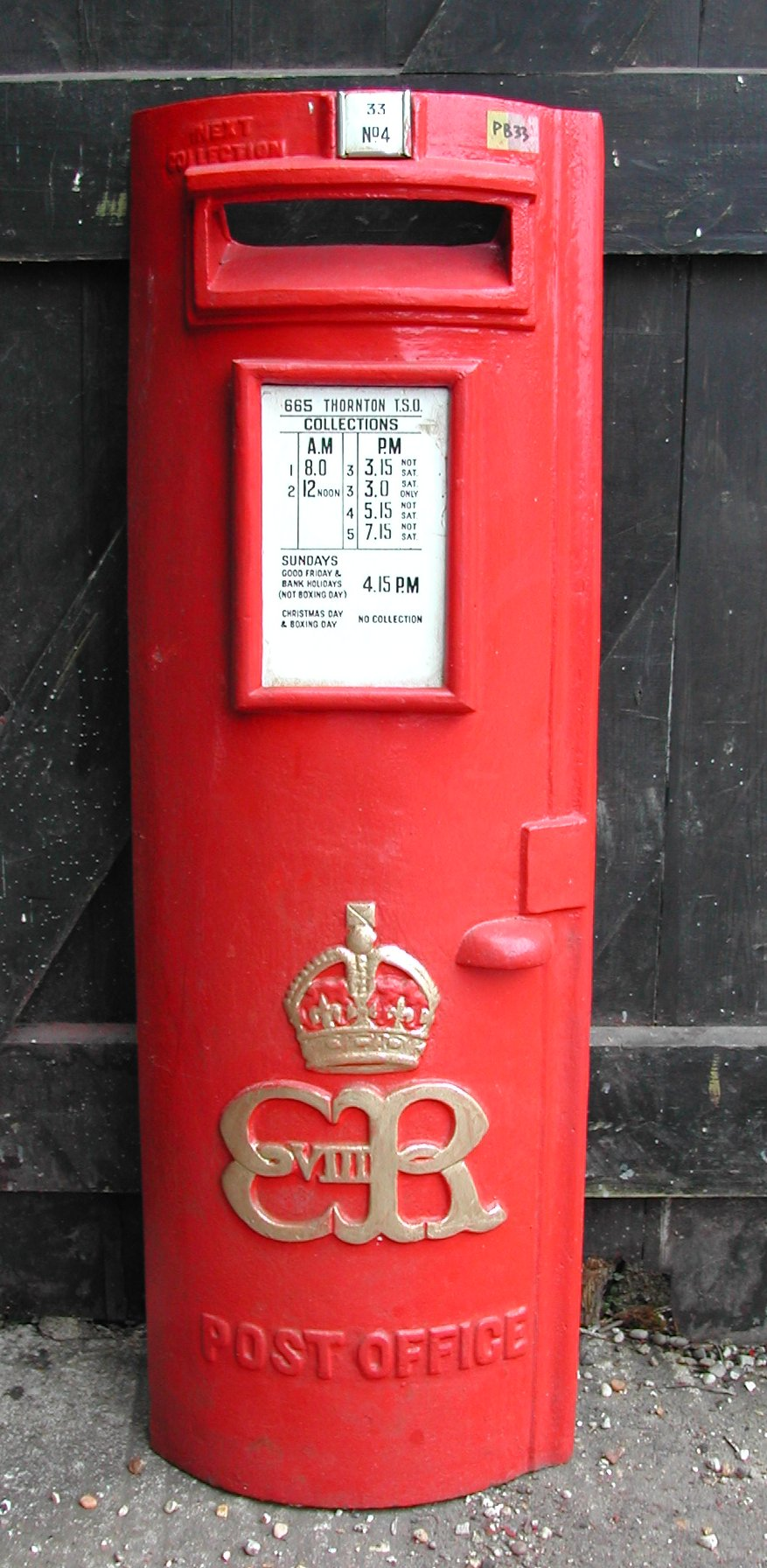
Un raro pillar box Edoardo VIII (Colne Valley Postal History Museum)

Nel 1859 aveva raggiunto una certa posizione di rilievo all'interno del servizio postale britannico. La storia delle poste britanniche lo annovera come colui che ha introdotto i pillar box, ovvero le cassette postali a forma di colonnina di colore rosso sparse in tutto il Regno Unito. In questo periodo la sua creatività letteraria aumentò così come mutò la sua fortuna all'interno della società vittoriana.
Nel 1867 lasciò l'incarico direttivo alle poste britanniche e l'anno successivo si candidò al Parlamento inglese nelle liste liberali. Dopo aver perso le elezioni si concentrò interamente sulla propria carriera letteraria, dirigendo nel frattempo il St Paul's Magazine che pubblicò in serie i suoi primi racconti.
Il suo primo reale successo fu L'amministratore (The Warden) (1855), il primo dei sei romanzi ambientati nell'immaginaria contea di Barsetshire. Il suo capolavoro comico, Barchester Towers (1857), è probabilmente il miglior libro di questa prima serie.
L'altra celebre serie di racconti, le Palliser novels, hanno il facoltoso e duttile Plantagenet Palliser come protagonista, al fianco di sua moglie, l'ingenua Lady Glencora.
Durante gli ultimi anni di vita la sua popolarità diminuì, non impedendogli tuttavia di restare un autore molto prolifico e di scrivere quello che è considerato il suo capolavoro assoluto, la pungente satira The Way We Live Now (1875). Trollope scrisse più di venti romanzi e diverse novelle brevi, oltre ad alcuni libri di viaggio.
Anthony Trollope morì nel distretto londinese di Marylebone nel 1882 e venne seppellito al Kensal Green Cemetery a fianco del suo contemporaneo Wilkie Collins. Lo scienziato e saggista C.P. Snow scrisse nel 1975 una biografia di Trollope dal titolo Trollope: His Life and Art.

## La fortuna
Lo scrittore Henry James espresse opinioni contrastanti su Trollope. Da giovane scrisse delle feroci bocciature delle sue opere, parlando della novella Beltons' estate come:
Un libro stupido, senza la pur minima traccia di un'idea, una sorta di mentale pabulum.
James non amava le lunghe digressioni presenti nelle opere di Trollope, che contrastavano enormemente con la sua idea di integrità artistica. Tuttavia lo stesso James apprezzò notevolmente l'attento realismo di Trollope, ed in un saggio scritto poco dopo la morte dello scrittore affermò:
Il suo più grande ed incontestabile merito è la sua totale comprensione dell'usuale ... egli riusciva a sentir' tutte le cose del quotidiano oltre che vederle. Le sentiva in un modo semplice, salutare, diretto nella loro tristezza, nella loro letizia, nel loro fascino come nel loro aspetto comico ed in tutti i loro significati ovvi e ragionevoli.
James non amava l'abitudine di Trollope di rivolgersi in prima persona ai suoi lettori, tuttavia questo autore potrebbe aver ispirato le sue stesse opere. Il personaggio di Alice Vavasor e del suo egoistico padre nelle cosiddette Palliser novels potrebbero essere gli antesignani del personaggio di Kate Croy e di suo padre Lionel ne Le ali della colomba.

## Opere

### Chronicles of Barsetshire
- L'amministratore (The Warden, 1855), trad. di Rossella Cazzullo, Palermo, Sellerio, 2003, ISBN 978-88-389-1844-5. [col titolo Un caso di coscienza, Milano, Garzanti, 1951; Gli scrupoli di Mister Harding, Milano, Rizzoli, 1952]
- Le torri di Barchester (Barchester Towers, 1857), trad. di Rossella Cazzullo, Palermo, Sellerio, 2004, ISBN 978-88-389-1954-1. [a cura di Vittoria Sanna, Torino, UTET, 1956-1984]
- Il Dottor Thorne (Doctor Thorne, 1858), trad. di Rossella Cazzullo, Palermo, Sellerio, 2005, ISBN 978-88-389-2023-3.
- La Canonica di Framley (Framley Parsonage, 1861), trad. di Rossella Cazzullo, Palermo, Sellerio, 2006, ISBN 978-88-389-2113-1.
- La Casetta ad Allington (The Small House at Allington, 1864), trad. di Rossella Cazzullo, Palermo, Sellerio, 2007, ISBN 978-88-389-2222-0.
- Le ultime cronache del Barset (The Last Chronicle of Barset, 1867), trad. di Rossella Cazzullo, Palermo, Sellerio, 2009, ISBN 978-88-389-2425-5.

### Ciclo Palliser
- Potete perdonarla? (Can You Forgive Her?, 1864-1865), trad. di Rossella Cazzullo, Palermo, Sellerio, 2017, ISBN 978-88-389-3719-4.
- Phineas Finn (Phineas Finn, 1869), trad. di Rossella Cazzullo, Palermo, Sellerio 2018, ISBN 978-88-389-3861-0.
- I diamanti Eustace (The Eustace Diamonds, 1873), trad. di Rossella Cazzullo, Palermo, Sellerio, 2020, ISBN 978-88-389-4085-9.
- Il ritorno di Phineas Finn (Phineas Redux, 1874), trad. di Rossella Cazzullo, Palermo, Sellerio, 2022, ISBN 978-88-389-4451-2.
- Il Primo Ministro (The Prime Minister, 1876), trad. di Rossella Cazzullo, Palermo, Sellerio, 2014, ISBN 978-88-389-3203-8.
- I figli del duca (The Duke's Children, 1879-1880), Palermo, Sellerio, 2024, ISBN 978-88-389-4725-4.

### Altre opere
- The Macdermots of Ballycloran (1847)
- The Kellys and the O'Kellys (1848)
- La Vendee (1850)
- The Three Clerks (1858)
- The West Indies and the Spanish Main (1859)
- The Bertrams (1859)
- Castle Richmond (1860)
- Tales of All Countries—1st Series (1861)
- Tales of All Countries—2nd Series (1863)
- Tales of All Countries—3rd Series (1870)
- Orley Farm (1862); trad. it. Orley Farm, Sellerio, 2013
- North America (1862)
- Rachel Ray (1863)
- Miss Mackenzie (1865)
- The Belton Estate (1866)
- The Claverings (1867)
- Nina Balatka (1867)
- Linda Tressel (1868)
- He Knew He Was Right (1869)
- Brown, Jones, and Robinson (1870)
- The Vicar of Bullhampton (1870)
- An Editor's Tales (1870)
- Caesar (Ancient Classics) (1870)
- Sir Harry Hotspur of Humblethwaite (1871)
- Ralph the Heir (1871)
- The Golden Lion of Granpere (1872)
- Australia and New Zealand (1873)
- Harry Heathcote of Gangoil (1874), trad.it. Harry Heathcote, l'australiano, Passigli, 2018
- Lady Anna (1874); trad. it. Lady Anna, Sellerio, 2011
- The Way We Live Now (1875); trad. it. La vita oggi, Sellerio, 2010
- Christmas at Thompson Hall  (1877); trad. it. Natale a Thompson Hall, Sellerio, 2019
- The American Senator (1877)
- Is He Popenjoy? (1878)
- South Africa (1878)
- John Caldigate (1879)
- An Eye for an Eye (1879)
- Cousin Henry (1879); trad. it. Il cugino Henry, Passigli, 2017
- Thackeray (1879)
- Life of Cicero (1880)
- Ayala's Angel (1881)
- Doctor Wortle's School (1881)
- Frau Frohmann and other Stories (1882)
- Lord Palmerston (1882)
- The Fixed Period (1882); trad. it. Il termine fisso, Longo Editore, Ravenna, 2004
- Kept in the Dark (1882)
- Marion Fay (1882)
- The two heroines of Plumplington (1882); trad. it. Due ragazze, Passigli, 2012
- An autobiography (1883), trad. it. Un'autobiografia, Sellerio, 2008
- Mr. Scarborough's Family (1883)
- An Old Man's Love (1884); trad. it. Troppo tardi per amare, Marlin, 2007